# オトナの競馬マガジンプラス
オトナの競馬マガジン（おとなのけいばマガジン）は、2005年9月から2010年3月までRFラジオ日本でプロ野球シーズンオフ（ナイターオフ）の金曜日夕方に放送されていたラジオ番組である。

## 概要
週末に行われる中央競馬を楽しむためのさまざまな情報を紹介する番組で、重賞競走・特別競走のレース展望や競馬場・WINS等で開催されるイベント情報などを伝えている。また番組内では毎週1組のアーティストもしくは1つの年などを取り上げて、それにまつわる楽曲を各コーナーの合い間に流している。
2005年度のナイターオフのみ「オトナの競馬マガジンプラス」の番組名で放送され、翌オフからは「オトナの競馬マガジン」に改称。2009年度のナイターオフは今井りかの冠番組として「今井りかのオトナの競馬マガジン」となった。2008・2009年度のナイターオフは二部構成で放送。
また2009年度のナイターシーズンには「今井りかのオトナの競馬マガジン」（後述）の番組名で不定期の特別番組として放送された。
2010年度ナイターオフは今井りかをメインパーソナリティーに据えた「今井りかのうまらじ」にリニューアルした。

## 放送局・放送時間

### 放送局
- RFラジオ日本（製作局）
- ぎふチャン（岐阜放送ラジオ）（ネット局）

### 放送期間・放送時間
| 年度     | 放送期間                      | 放送時間           |
| -------- | ----------------------------- | ------------------ |
| 2005年度 | 2005年9月30日 - 2006年3月24日 | 金曜 18:00 - 19:30 |
| 2006年度 | 2006年9月29日 - 2007年3月23日 | 金曜 18:00 - 19:30 |
| 2007年度 | 2007年9月28日 - 2008年3月21日 | 金曜 18:30 - 20:00 |
| 2008年度 | 2008年9月26日 - 2009年3月27日 | 金曜 18:30 - 20:30 |
| 2009年度 | 2009年10月2日 - 2010年3月19日 | 金曜 18:30 - 20:45 |

## 出演

### パーソナリティー
- 加藤裕介（ラジオ日本アナウンサー）（2005-2008年度）

番組内では“編集長”の肩書。加藤アナが出演できない場合は他のアナウンサーが代理出演した。
- 竹山まゆみ（2005・2006年度）
- 川添永津子（2007年度）
- 今井りか（2008・2009年度）
- 矢田雄二郎（ラジオ日本アナウンサー）（2009年度）

2008年度は第一部のスポーツニュースと第二部を担当。

### コメンテーター
- スポーツ報知から競馬担当記者1名が出演

## コーナー
2009年度ナイターオフのレギュラー番組での内容。★は2008年度から、☆は2009年度にそれぞれ設けられたコーナー。

### 第一部 (18:30-20:30)
- 競マガ今日のスポーツ

当日の競馬以外のスポーツの話題を伝える。2008年度オフまでは「フライデースポーツフラッシュ」の名称。
- サタデー競馬ビジョン

土曜の中央競馬のレース展望
- JRA CLUB KEIBA 通信（★）

JRA職員が電話出演し中央競馬に関する情報を紹介
- スポーツ報知おすすめレース（☆）

スポーツ報知の競馬担当記者による今週の推奨レースを紹介
- ラジオで語るホースマン本音トーク

騎手、調教師等の競馬関係者へのインタビュー
- 今井りかのハッピーホースブログ（★）

今井りかが競馬について感じていることを語る
- 競馬なんでも相談室（☆）
- サンデー競馬ビジョン

日曜の中央競馬のレース展望
- 馬券購入ファイナルアンサー

番組出演者による日曜のメイン競走の予想。2008年度オフまでは「競馬マガジンファイナルアンサー」の名称。

### 第二部 (20:30-20:45)
- ウイニングヒストリー（★）

パーソナリティーは矢田雄二郎が担当。放送週に行われる重賞競走を過去の実況音源で振り返る。2008年度は20:00-20:30に放送。

### 過去のコーナー
- 八代亜紀 昭和の名曲案内

2008年度オフに放送。録音番組。八代亜紀が昭和の名曲を紹介した。

## 不定期番組
今井りかのオトナの競馬マガジンは、ラジオ日本のみで2009年度ナイターシーズンのプロ野球中継が放送されない金曜日の21:00-21:30に不定期で放送される。2009年5月1日に初回放送。メインパーソナリティーは今井りかが担当。コーナーとして2008年度ナイターオフでの番組で放送されていた「今井りかのハッピーホースブログ」「ラジオで語るホースマン本音トーク」が設けられていた。